# Широкое (Ленинский район)
Широ́кое (до 1945 года Узу́н-Ая́к; укр. Широке, крымскотат. Uzun Ayaq, Узун Аякъ) — исчезнувшее село в Ленинском районе Республики Крым, располагавшееся в центре района, в степной части Крыма, примерно в 4,5 км на северо-запад от современного села Яркое.

## История
Первое документальное упоминание села встречается в Камеральном Описании Крыма… 1784 года, судя по которому, в последний период Крымского ханства Учук-аяк входил в Арабатский кадылык Кефинского каймаканства. После присоединения Крыма к России (8) 19 апреля 1783 года, (8) 19 февраля 1784 года, именным указом Екатерины II сенату, на территории бывшего Крымского Ханства была образована Таврическая область и деревня была приписана к Левкопольскому, а после ликвидации в 1787 году Левкопольского — к Феодосийскому уезду Таврической области. Перед Русско-турецкой войной 1787—1791 годов производилось выселение крымских татар из прибрежных селений во внутренние районы полуострова. В конце 1787 года из Уйке были выведены все жители — 113 душ. В конце войны, 14 августа 1791 года всем было разрешено вернуться на место прежнего жительства. После Павловских реформ, с 1796 по 1802 год, входила в Акмечетский уезд Новороссийской губернии. По новому административному делению, после создания 8 (20) октября 1802 года Таврической губернии, Узун-Аяк-Карса был включён в состав Парпачской волости Феодосийского уезда.
По Ведомости о числе селений, названиях оных, в них дворов… состоящих в Феодосийском уезде от 14 октября 1805 года, в деревне Узун-Аяк-Корса числилось 34 двора и 176 жителей. На военно-топографической карте генерал-майора Мухина 1817 года деревня Узундяк карса обозначена с 34 дворами. После реформы волостного деления 1829 года Узун Аяк Карса, согласно «Ведомости о казённых волостях Таврической губернии 1829 года», отнесли к Агерманской волости (переименованной из Парпачской). На карте 1836 года в деревне 28 дворов, как и на карте 1842 года.
В 1860-х годах, после земской реформы Александра II, деревню приписали к Арма-Элинской волости. Согласно «Памятной книжке Таврической губернии за 1867 год», деревня Узун Аяк была покинута жителями в 1860—1864 годах, в результате эмиграции крымских татар, особенно массовой после Крымской войны 1853—1856 годов, в Турцию и заселена частью русскими из разных мест и, по «Списку населённых мест Таврической губернии по сведениям 1864 года», составленному по результатам VIII ревизии 1864 года, Узун-Аяк-Карса — владельческая русская деревня с 8 дворами и 77 жителями при колодцах, при этом, по обследованиям профессора А. Н. Козловского начала 1860-х годов, в селении «пользуются дождевой водой, собираемой в аутах и запрудах» (Аут — небольшой пруд в степном Крыму, наполнявшийся дождевой и талой водой). На трёхверстовой карте Шуберта 1865—1876 года деревня не обозначена. По «Памятной книге Таврической губернии 1889 года», по результатам Х ревизии 1887 года, в деревне Узун-Як-Корса, уже Владиславской волости, числилось 20 дворов и 104 жителя.
После земской реформы 1890-х годов деревню передали в состав Петровской волости.
По «…Памятной книжке Таврической губернии на 1892 год» в Узун-Аяк-Корсе, входившем в Джапар-Бердинское сельское общество, числилось 7 жителей в 2 домохозяйствах, а в безземельном Узун-Аяке, не входившем в сельское общество — 60 жителей, домохозяйств не имеющих. На верстовой карте Крыма 1896 года в селении обозначено 20 дворов с татарским населением. По «…Памятной книжке Таврической губернии на 1902 год» в деревне Узун-Аяк, входившей в Джапар-Бердынское сельское общество, числилось 75 жителей в 14 домохозяйствах. По Статистическому справочнику Таврической губернии. Ч.II-я. Статистический очерк, выпуск пятый Феодосийский уезд, 1915 год, в Петровской волости Феодосийского уезда числились 3 хутора и экономия Узун-Аяк, все принадлежащие Зяблову Г. И., во всех по 1 двору без населения. Во всех хозяйствах в сумме имелось 2941 десятина удобной земли, 156 лошадей, 205 волов, 41 корова и 1205 голов овец, свиней, или коз.
После установления в Крыму Советской власти, по постановлению Крымревкома, 25 декабря 1920 года был образован Керченский (степной) уезд, а, постановлением ревкома № 206 «Об изменении административных границ» от 8 января 1921 года была упразднена волостная система и село вошло в состав Петровского района Керченского уезда, а в 1922 году уезды получили название округов. 11 октября 1923 года, согласно постановлению ВЦИК, в административное деление Крымской АССР были внесены изменения, в результате которых округа были отменены, Петровский район упразднили, влив в Керченский район. Согласно Списку населённых пунктов Крымской АССР по Всесоюзной переписи 17 декабря 1926 года, в селе Узун-Аяк (русский), центре Узун-Аякского сельсовета Керченского района, числился 21 двор, все крестьянские, население составляло 112 человек, из них 59 украинцев и 53 русских, в селе действовала русская школа I ступени (пятилетка). В Узун-Аяке болгарском — 31 двор, 159 жителей, из которых 152 болгарина, 6 украинцев и 1 татарин. Постановлением ВЦИК «О реорганизации сети районов Крымской АССР» от 30 октября 1930 года (по другим сведениям 15 сентября 1931 года) Керченский район упразднили и село включили в состав Ленинского. На подробной карте РККА Керченского полуострова 1941 года в Узун-Аяке отмечено 60 дворов. Во время Великой Отечественной войны в районе села в январе—мае 1942 года и апреле 1944 года вели бои части 51-й, 44-й и Приморской армий. Погибшие в этих боях 87 советских воинов были захоронены в братской могиле у села Узун-Аяк. На могиле был установлен памятник, постановлением Совета министров Республики Крым № 627 от 20 декабря 2016 года отнесённый к категории объектов культурного наследия России.
Указом Президиума Верховного Совета РСФСР от 21 августа 1945 года Узун-Аяк был переименован в Широкое и Узун-Аякский сельсовет — в Широковский. С 25 июня 1946 года селение в составе Крымской области РСФСР. Указом Президиума Верховного Совета РСФСР от 18 мая 1948 года, к Широкому присоединили Узун-Аяк болгарский. 26 апреля 1954 года Крымская область была передана из состава РСФСР в состав УССР. Время включения в Красногорский сельсовет пока не установлено: на 15 июня 1960 года село уже числилось в его составе. Исключено из учётных данных в 1973 году (согласно справочнику «Крымская область. Административно-территориальное деление на 1 января 1977 года» — в период с 1968 по 1977 год, как село Красногорского сельсовета.

### Динамика численности населения
| - 1778 год — 113 чел. - 1805 год — 176 чел. - 1864 год — 77 чел. - 1889 год — 104 чел. | - 1892 год — 67 чел. - 1902 год — 75 чел. - 1915 год — 0 чел. - 1926 год — 112 чел. |